# ۲۹۵ (قمری)
۲۹۵ (قمری)، دویست و نود و پنجمین سال در گاهشماری هجری قمری است. اول محرم این سال برابر با هفدهم اکتبر سال ۹۰۷ میلادی است.

## رویدادها
- شورش مسمعی در اصفهان بر خلیفهٔ عباسی و تسلیم او.
- آغاز فرمانروایی احمد بن اسماعیل سامانی.
- آغاز خلیفه‌گری مقتدر بالله

## درگذشتگان
- صفر - اسماعیل سامانی بنیانگذار حکومت سامانیان
- ۱۲ ذی‌القعده - مکتفی خلیفه عباسی

## وابسته
- تجارب الامم و تعاقب الهمم (کتاب)

## منبع
- مشکویه رازی، تجارب‌الامم، ترجمهٔ علینقی منزوی، جلد پنجم، چاپ اول، انتشارات توس، ۱۳۷۶